# Salman Gambarov
Salman Huseyn oglu Gambarov (en azerí: Salman Hüseyn oğlu Qəmbərov; Bakú, 18 de abril de 1959) es un pianista de jazz y compositor de Azerbaiyán.

## Biografía
Salman Gambarov nació el 18 de abril de 1959 en Bakú. 
A la edad de cuatro años tocaba la piano. Después de graduarse de la escuela de música, continuó su educación en la Academia de Música de Bakú. La primera composición de Salman Gambarov, titulada "Variaciones para piano", recibió el primer premio en el concurso de compositores de toda la Unión en 1987, en Moscú.
Salman Gambarov fundó un grupo de jazz, llamado "Bakustic Jazz", en 1996. El grupo "Bakustic Jazz" actuó en clubes de jazz de Bakú, Odessa, Tbilisi, Varsovia, Berlín, Chicago, Basilea y Moscú y también participó en los conciertos de gala junto con los músicos de Rusia, Holanda, Alemania, Francia, Suiza, Inglaterra y Estados Unidos.
Salam Gambarov recibió el título "Artista de Honor de Azerbaiyán" en 2006 y "Artista del pueblo de la República de Azerbaiyán" en 2018.

## Creatividad

### Participación en festivales
- 1998 – "GIFT Festival" (Tiflis, Georgia)
- 1999 - "Oriental Jazz Fest" (Alemania)
- 1999 - "Transsib Inter Jazz" (Novosibirsk, Rusia)
- 2001 - "Arte de la improvisación" (Odessa, Ucrania)
- 2001 - "Transcaucasia: Restauración de conexiones rotas" (Ulán Bator, Mongolia)
- 2001 - "Nueva música del siglo pasado – Festival de música moderna" (Bakú, Azerbaiyán)
- 2002 - "Festival de jazz y blues del Caspio" (Bakú, Azerbaiyán)
- 2003 - "21. Zelt-Musik-Festival" (Friburgo de Brisgovia, Alemania)
- 2006 - "Astana Blues - II Festival Internacional de Música Jazz" (Kazajistán)
- 2007 - "Festival de Jazz de Montreux" (Suiza)
- 2008 - "Festival de Jazz de Kaunas" (Lituania)
- 2008 - "Beethovenfest" (Bonn, Alemania)
- 2009 - "Morgenland Festival Osnabrück" (Alemania)[6]
- 2009 - "Festival de Jazz de Montreux" (Suiza)

### Discografía
- Álbum "East or West?" de Salman Gambarov y Anar Taghizade
- Álbum "StandArts Dialogue" de Salman Gambarov y Werner Englert
- Álbum "Lieder Leaders" de Salman Gambarov y Farida Mammadova[7]

## Premios y títulos
- Artista de Honor de Azerbaiyán (2006)
- Artista del pueblo de la República de Azerbaiyán (2018)